# Frauenwelten
Das Filmfest Frauenwelten (Eigenschreibweise: FrauenWelten) von Terre des Femmes wird seit 2001 jährlich eine Woche  in Tübingen und Rottenburg zum 25. November, dem Internationalen Tag zur Beseitigung von Gewalt gegen Frauen durchgeführt. Gezeigt werden aktuelle Spiel- und Dokumentarfilme aus über 20 Ländern, die sich mit den Lebenslagen von Frauen weltweit auseinandersetzen. Wiederkehrende Themen sind Ehrverbrechen, Frauenhandel, Genitalverstümmelung, häusliche Gewalt und soziale Rechte von Arbeiterinnen. Als Protest gegen die Frauenmorde von Ciudad Juárez wurde 2004 eine Rundreise durch zwölf deutsche Städte mit dem Film „Señorita Extraviada“ durchgeführt, sowie 2006 und 2007 im Europaparlament zusammen mit der Menschenrechtsaktivistin Judith Galarza (Menschenrechtspreis Theodor Häcker der Stadt Esslingen) Lobby-Arbeit geleistet für ein stärkeres Engagement der EU bezüglich der Frauenmorde in Mexiko und Mittelamerika.
Unter den Gästen waren die Regisseurinnen Mohsen Makhmalbaf, Jasmila Zbanic, Samira Makhmalbaf und Hana Makhmalbaf, Marziyeh Meshkini, Jeanine Meerapfel, Nawfel Saheb-Ettaba, Ayse Polat, Helga Reidemeister, Nong Toom, Menschenrechtsaktivistinnen Sima Samar, Marilyn Waring, Friedensnobelpreisträgerin Leymah Gbowee, Jackie Branfield sowie die Schauspielerinnen Nina Hoss, Archie Panjabi und Lola Dueñas.
Ein Rahmenprogramm mit Konzerten, Lesungen, Theateraufführungen, Workshops, Ausstellungen, Festen und Schulaufführungen begleitet das Programm.
Das Filmfest wird in Zusammenarbeit mit der Gleichstellungsbeauftragten der Stadt Tübingen in den Kinos Museum (Tübingen) und Waldhorn (Rottenburg) durchgeführt. In Bielefeld, Konstanz und Leipzig  werden während des Jahres kleine Ausgaben des Filmfestes durch die Städtegruppen von Terre des Femmes ausgerichtet. Ebenso wird mit dem Schwesternfestival Frauenwelten der Organisation "Pro Frau" in Wien bei der Veranstaltung ihres Filmfestes jährlich zum 8. März kooperiert.